# Sín Chải
Sín Chải là một xã thuộc huyện Tủa Chùa, tỉnh Điện Biên, Việt Nam.

## Địa lý
Xã Sín Chải có vị trí địa lý:
- Phía đông giáp xã Huổi Só
- Phía tây và phía bắc giáp tỉnh Lai Châu
- Phía nam giáp xã Tả Sìn Thàng.

Xã Sín Chải có diện tích 88,75 km², dân số năm 2022 là 5.340 người, mật độ dân số đạt 60 người/km².

## Hành chính
Xã Sín Chải được chia thành 11 thôn: Cáng Chua 3, Cáng Chua 2, Cáng Tý, Chế Cu Nhe, Háng Là, Háng Khúa, Hấu Chua, Lồng Sử Phình, Séo Mí Chải, Sín Chải, Trung Gầu Bua.

## Lịch sử
Ngày 6 tháng 12 năm 2019, HĐND tỉnh Điện Biên ban hành Nghị quyết số 148/NQ-HĐND về việc sáp nhập thôn Mảng Chiềng vào thôn Sín Chải.